# Sandhya Suri
Sandhya Suri (Darlington, 1970) es una directora de cine, guionista y documentalista británica de origen indio, especialmente conocida por  Santosh (2024) nominada a los premios Óscar a mejor película internacional. La película, que narra la violación de una joven en la India y el entorno de violencia incluida la violencia policial, ha sido censurada en la India.

## Biografía
Sandhya Suri nació en Inglaterra y se crio en Darlington donde su padre trabajó como geriatra consultor durante dos décadas. Yash Pal Suri, médico general, llegó a Inglaterra desde la India con su esposa en 1965 para trabajar en un hospital en Teesside.Cuando llegó compró dos cámaras Super 8, dos proyectores y dos grabadoras. Un equipo era para él y el otro para su familia que vivía en Meerut en el estado de Uttar Pradesh y filmó a modo de "cartas cinematográficas" durante 20 años las vivencias de una familia en la diáspora de la India.
La cineasta explica que fue la experiencia con su padre quien le acercó al cine. Se graduó en matemáticas y alemán, y recibió una beca para estudiar cine documental en la Escuela Nacional de Cine y Televisión.
Inspirada en el archivo de su padre, en 2005, Suri presentó el documental I for India, en el que narra las experiencias de su padre como inmigrante indio del siglo XX en el Reino Unido basándose en sus propias grabaciones. El documental se estrenó en el Festival de Cine de Sundance y fue nominado al Gran Premio del Jurado en el Festival de Cine de Sundance de 2006.
Pasó tres años dirigiendo la unidad cinematográfica de Oxfam Reino Unido, lo que la llevó a viajar a zonas de desastre por todo el mundo. Tras dejar Oxfam, retomó la realización de documentales.
Su segundo trabajo fue un documental mudo Around India with a Movie Camera (2018) en el que utilizó material de archivo del British Film Institute para explorar la vida en la India británica.
Logró ser aceptada en el Lab del Instituto Sundance para escritores y directores en el programa de 2016 y allí empezó a trabajar en el guion de su primer largometraje, Santosh estrenado en 2024, casi una década después. Aprovechó la época para investigar y mientras elaboraba el guion, Suri realizó su primer cortometraje de ficción,The Field,  rodado en la India, que fue nominado al premio BAFTA al mejor cortometraje en 2019.
Durante su estancia en el Lab de Sundance aprovechó para viajar a la India para explorar a fondo el tema y sentirse segura en la ficción. Pasó tiempo hasta lograr acceso y pasar tiempo con la policía, explica.
Santosh fue seleccionada para proyectarse en la sección Un Certain Regard del Festival de Cine de Cannes de 2024.   La película narra la violencia contra las mujeres en la India además de la violencia policial estructural. Sandhya ha explicado que quedó impactada por el caso de la violación en grupo y asesinato de Jyoti Singh por parte de seis hombres en un autobús en Delhi. Con Shahana Goswami en el papel principal, rodada en hindi y ambientada en un estado ficticio de la India, no ha podido ser estrenada en la India a causa del bloqueo de la Junta Central de Certificación Cinematográfica que ha pedido la eliminación de algunas secuencias referidas a la brutalidad de la actuación policial. La película llegó a ser nominada a los premios Óscar a mejor película internacional de 2024 por Reino Unido.
En 2025 ganó el premio Mejor Directora del Sur de Asia por en Imagineindia 2025.

## Filmografía
- I for India (2005) documental[6]
- Around India with a Movie Camera (2018) documental[10]
- The Field (2018) cortometraje [11]
- Santosh  (2024) largometraje

## Premios y nominaciones
| Año  | Premio                                      | Categoría                                     | Trabajo     | Resultado |
| ---- | ------------------------------------------- | --------------------------------------------- | ----------- | --------- |
| 2006 | Festival de Cine de Sundance                | Gran Premio del Jurado                        | I for India | Nominado  |
| 2018 | Premios del Cine Independiente Británico    | Mejor cortometraje                            | The Field   | Nominado  |
| 2018 | Festival de Cine de Londres                 | Mejor cortometraje                            | The Field   | Nominado  |
| 2018 | Festival Internacional de Cine de Toronto   | Mejor cortometraje internacional              | The Field   | Ganador   |
| 2019 | Premios de Cine BAFTA                       | Mejor cortometraje                            | The Field   | Nominado  |
| 2019 | Festival Internacional de Cine de Melbourne | Mejor cortometraje de ficción                 | The Field   | Ganador   |
| 2019 | Festival de Cine de Sundance                | Premio Gran Jurado para el mejor cortometraje | The Field   | Nominado  |
| 2024 | Festival de Cine de Cannes                  | Una cierta mirada                             | Santosh     | Nominado  |
| 2025 | Festival de Cine Europeo de Sevilla         | Mejor guion                                   | Santosh     | Ganador   |